# Постернак В'ячеслав Костянтинович
В'ячеслав Костянтинович Постернак (5 березня 1953, с. Іванів Калинівського району Вінницької області) — український художник. Працює у жанрах станкового та монументального живопису, скульптури, графіки.

## Біографічна довідка
У 1972 році закінчив Львівське державне училище прикладного мистецтва імені І. Труша за фахом художня обробка металу (педагог — О.П. Лучінський).
Член Вінницької обласної організації Національної спілки художників України з 1989 року.